# Schmiedeknechtia walteri
Schmiedeknechtia walteri là một loài Hymenoptera trong họ Apidae. Loài này được Schwarz mô tả khoa học năm 1993.